# Spilosomina
Spilosomina là một phân tông bướm đêm thuộc tông Arctiini, họ Erebidae.

## Phân loại học
Phân tông này trước đây được phân loại thành tông Spilosomini thuộc họ Arctiidae.

## Chi
Dưới đây là danh sách các chi được xếp vào phân tông này. Vì có nhiều chi thuộc họ Arctiini vẫn chưa được xếp vào tông nào, nên danh sách này có thể chưa đầy đủ.
- Aethalida
- Acantharctia
- Afraloa
- Afroarctia
- Afrojavanica
- Afromurzinia
- Afrospilarctia
- Afrowatsonius
- Alexicles
- Allanwatsonia
- Alpenus
- Aloa
- Alphaea với hai phân chi: Flavalphaea và Nayaca
- Amsacta
- Amsactarctia
- Amsactoides
- Andala
- Arachnis
- Ardices với một phân chi Australemyra
- Areas với một phân chi Melanareas
- Argyarctia với một phân chi Fangalphaea
- Binna
- Bucaea
- Canararctia
- Carcinarctia
- Cheliosea
- Chionarctia
- Cladarctia
- Creataloum
- Creatonotos với một phân chi Phissama
- Cymaroa
- Dasyarctia
- Defreinarctia
- Detoulgoetia
- Diaphora
- Dionychoscelis
- Disparctia
- Dubatolovia
- Eospilarctia với một phân chi Pareospilarctia
- Epatolmis
- Epilacydes
- Estigmene
- Eudiaphora
- Eyralpenus với một phân chi Pareyralpenus
- Fangarctia
- Fodinoidea
- Heliozona: position is questionable
- Hollowaya
- Hollowayana
- Hyarias
- Hypercompe
- Hyphantria
- Juxtarctia
- Kenyarctia
- Kiriakoffalia
- Lemyra với một phân chi Thyrgorina
- Leptarctia
- Leucaloa
- Lithosarctia với một phân chi Ocnogynodes
- Logunovium
- Madagascarctia
- Maurica
- Menegites
- Metacrias
- Micralarctia
- Micraloa
- Monstruncusarctia
- Murzinarctia
- Murzinoria
- Murzinowatsonia
- Nannoarctia với một phân chi Pseudorajendra
- Nebrarctia
- Nicetosoma
- Ocnogyna
- Olepa
- Orhantarctia
- Pangora
- Paralacydes
- Paralpenus
- Paramaenas
- Paramsacta
- Paraspilarctia với một phân chi Kishidarctia
- Pericaliella
- Phaos
- Phlyctaenogastra
- Phragmatobia
- Poecilarctia
- Popoudina với một phân chi Pseudopopoudina
- Pseudophragmatobia
- Pseudoradiarctia
- Pyrrharctia
- Radiarctia
- Rajendra
- Rhagonis - often included in Spilosoma
- Rhodareas: probably a subgenus of Spilarctia
- Rhodogastria
- Saenura
- Satara với một phân chi Owadasatara
- Seirarctia
- Seydelia
- Sinowatsonia
- Somatrichia
- Spilaethalida
- Spilarctia - often included in Spilosoma
- Spilosoma
- Streltzovia
- Tajigyna
- Tatargina với một phân chi Hindargina
- Teracotona với hai phân chi Neoteracotona và Pseudoteracotona
- Toulgarctia
- Ustjuzhania
- Watsonarctia